# Étang du Doul
L' Étang du Doul est situé en France, dans le département l'Aude, sur la commune de Peyriac-de-Mer.

## Géographie
L'étang du Doul se situe dans l'ancien golfe de Narbonne à l'est des Corbières maritimes. Cet ancien golfe autrefois ouvert sur la Méditerranée est maintenant l'étang de Bages-Sigean. La physionomie particulière, et notamment fragmentée, de cet ancien golfe l'a protégé d'une urbanisation trop importante et les berges des lagunes restent encore relativement sauvages,.

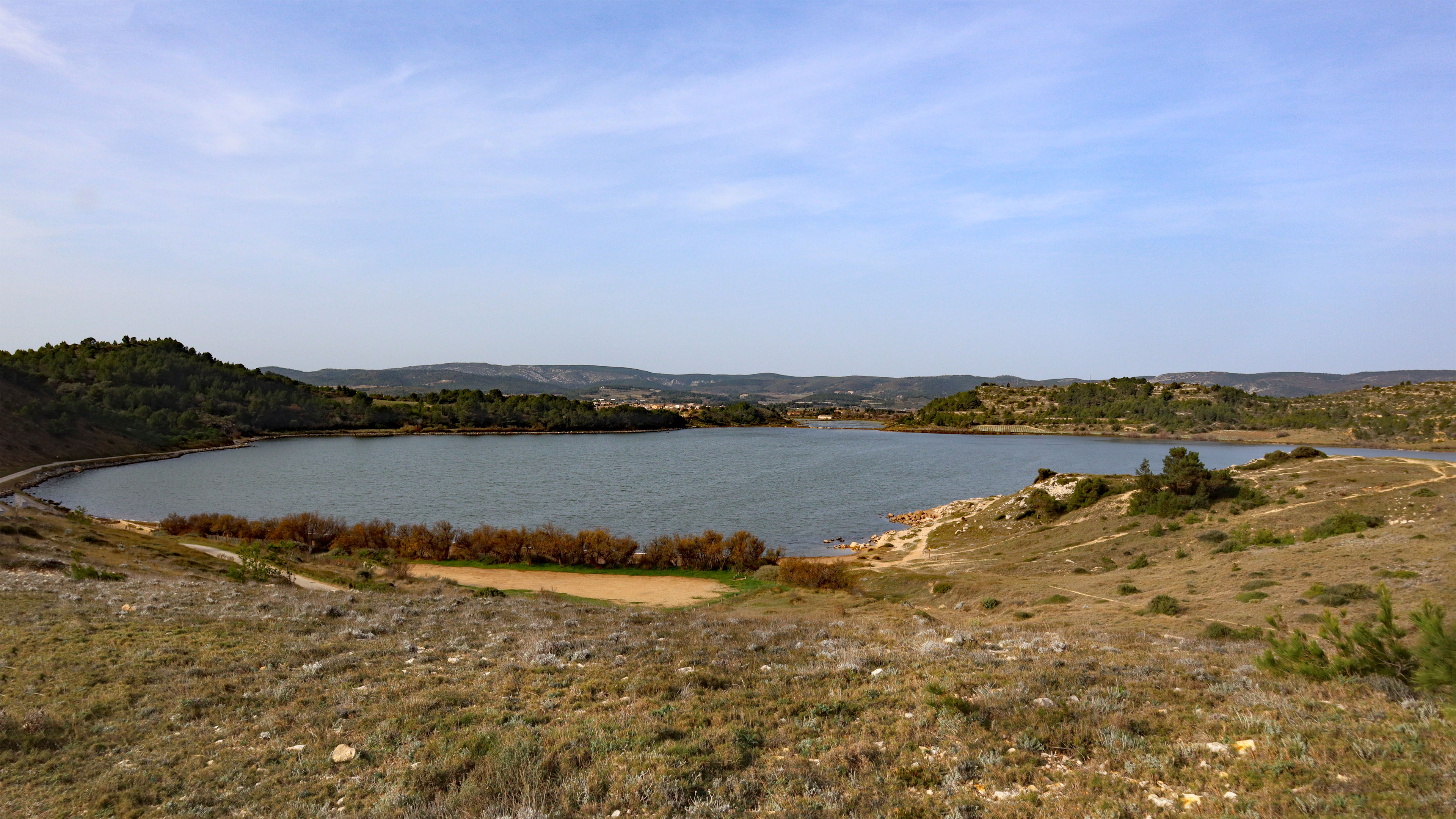
Vue générale de l'est
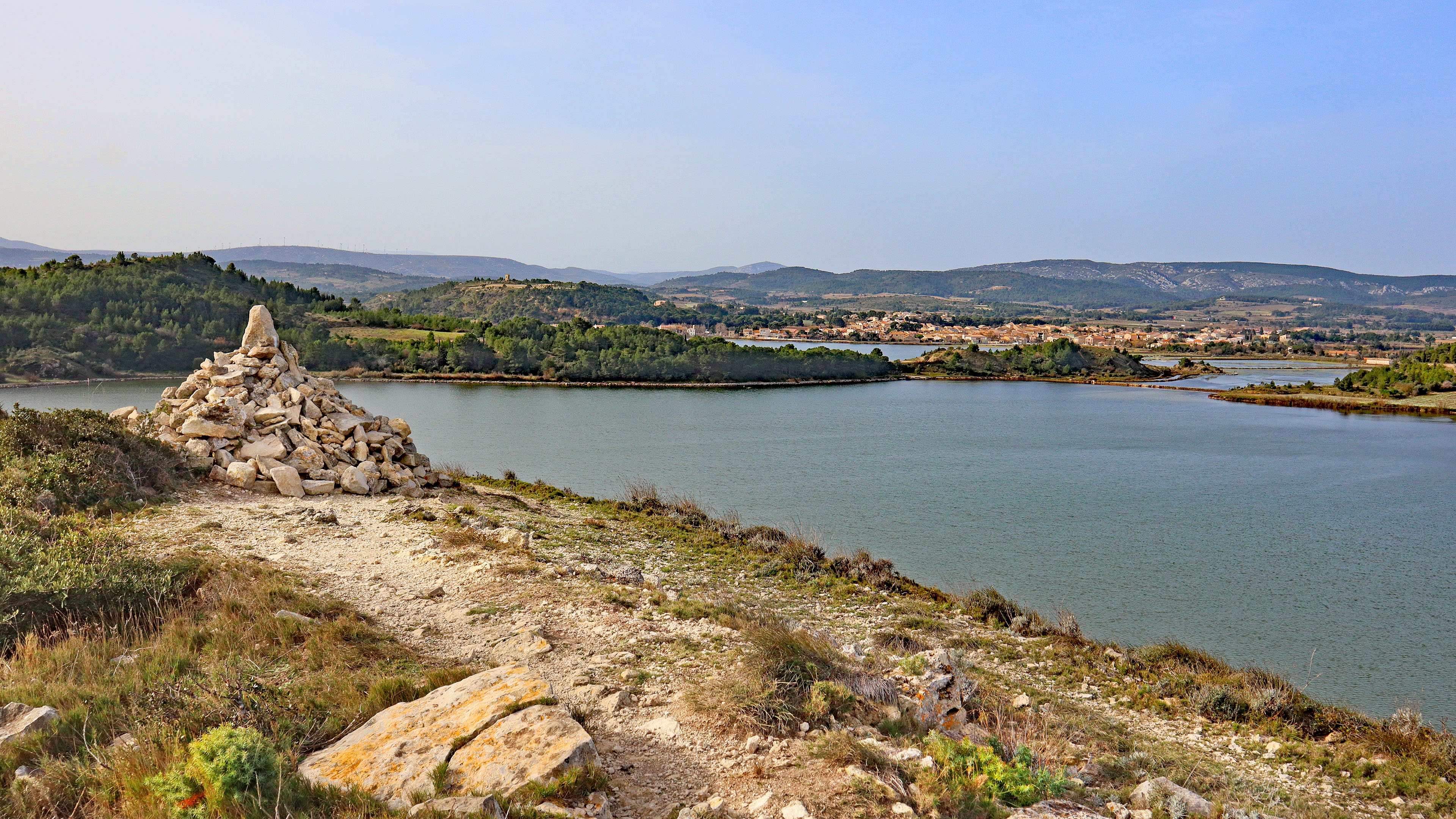
Le cairn à 45 m d'altitude
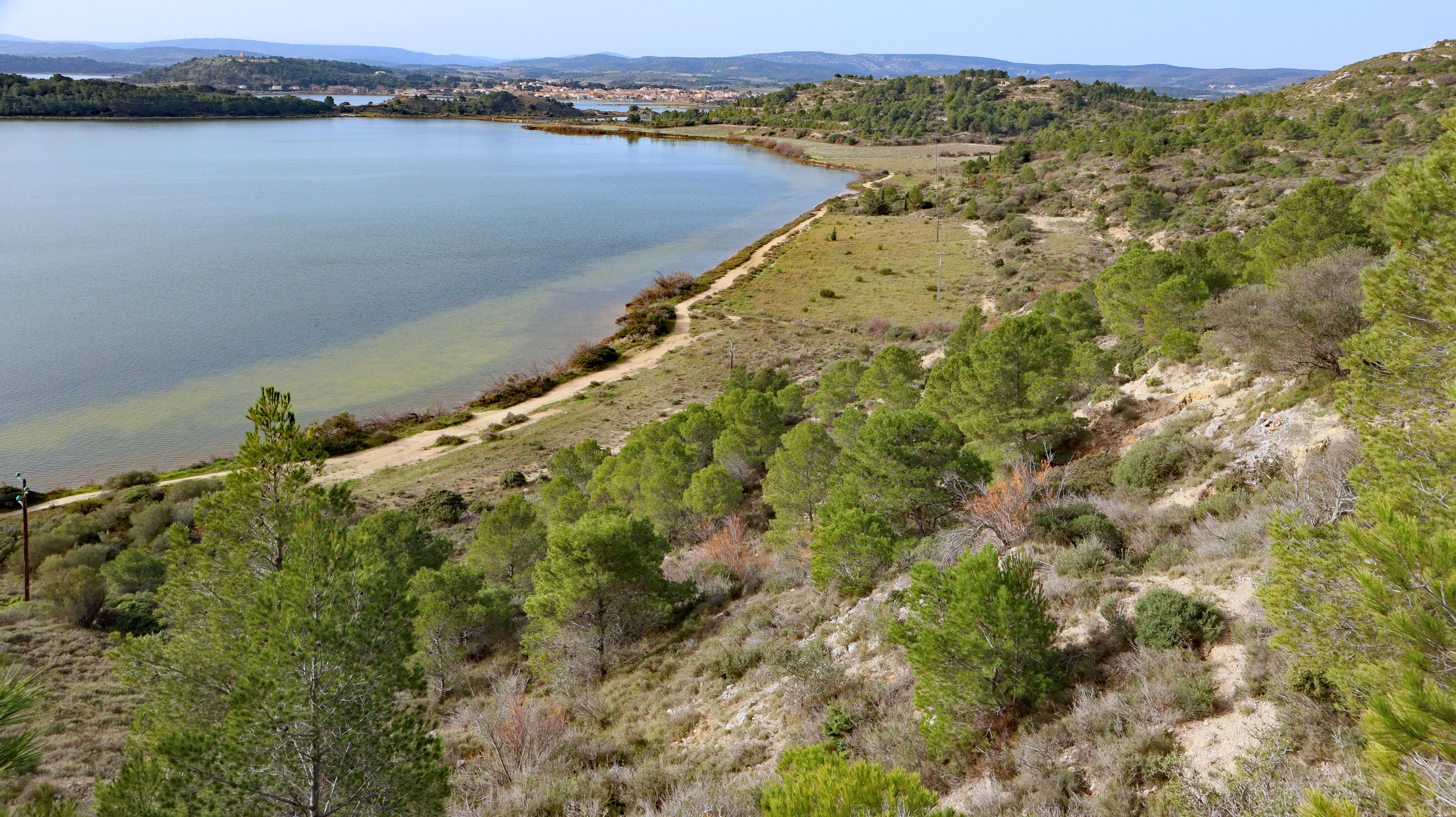
Rive nord
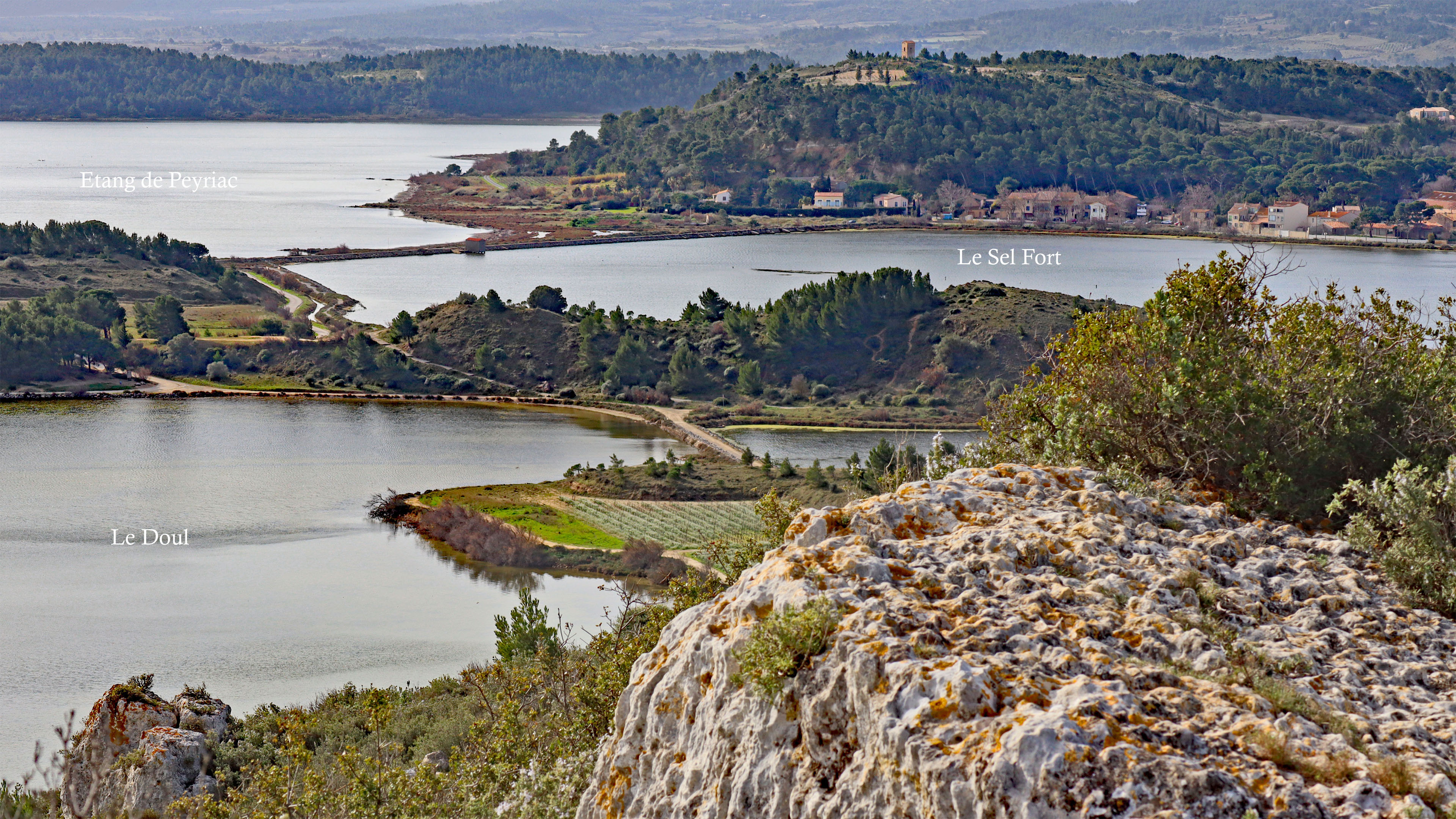
Les étangs

## Histoire
L'étang du Doul a été exploité pour le sel pendant trois siècles par les Salins du Midi, cette exploitation cesse en 1979 en raison de la diminution de la production de sel et des conditions d'accès au site. Deux ans plus tard, le 11 mars 1981, le site est acquis par le Conservatoire du littoral et sa gestion est assurée depuis lors par le commune de Peyriac-de-Mer ainsi que par Parc naturel régional de la Narbonnaise en Méditerranée dans lequel l'étang se situe,.